# СовАрх.ру
СовАрх.ру — первый некоммерческий электронный ресурс, посвященный архитектуре СССР и социалистической архитектуре других стран мира. В проекте был представлен справочник по архитекторам, инженерам и библиотека с материалами, относящихся к периоду архитектуры 1917—1991 гг. С 2019 года сайт недоступен.

## Цель
Целью проекта является сбор информации о советской архитектуре и представление её в единой систематизированной форме в виде каталога построек по странам, регионам, населенным пунктам с поисковой системой, кратким материалом, который постепенно пополняется (пока каталог является неполным и представляет лишь часть построек некоторых регионов бывшего СССР и стран Центральной и Восточной Европы).

## Награды
В 2009 году СовАрх.ру стал победителем в номинации «Художественный сайт года» конкурса Премия Рунета, а в 2010 году проект стал победителем в номинации «История, наука, культура, музыка, искусство, творческие проекты» конкурса Золотой сайт.